# Lady Angelina
Lady Angelina is het pseudoniem van de Belgische muzikante Trijn Janssens. Ze omschrijft zichzelf als een stadsboerin.

## Biografie
Trijn groeide op in een muzikale familie. Zo is haar broer Klaas actief bij dEUS en haar zus Roos bij Capsule.
De eerste band waar ze optrad onder de naam Lady Angelina was Kamikaze Freakshow, een eigenzinnig circusgezelschap. Verder speelde ze bij Siësta, de band van acteurs Hadewig Kras en Jan Bijvoet bij locatietheater Luna Baal. En werkte ze samen met Think of One, Maskesmachien, Vitalski's Oranje Houtzagery en de Antwerpse punkfanfare Antifare La Familia. Daarnaast maakte ze deel uit van Guido Belcanto's Balzaal der Gebroken harten, maakte samen met Roland Van Campenhout, Rony Verbiest en Antje De Boeck de muziekvoorstelling Simple Truth en was ze een van de 7 zangeressen in Derroll's Dream, een hommage van Wiet Van de Leest en Vera Coomans aan folkzanger Derroll Adams.
Haar debuutalbum C'est quoi l'amour werd geproduceerd door Roland van Campenhout. Ze brengt een eigenzinnige mix van chanson, cabaret, kleinkunst, flamenco en sprookje, en speelt naast accordeon ook klarinet, zingende zaag en lepels. In 2009 speelde ze de kindervoorstelling Saluut van Michael De Cock, waarvoor ze ook de muziek schreef. De cd Amor y Coraçon kreeg ruime mediabelangstelling met interviews op Klara, Radio 1 en Radio 2, de Regionale televisiezenders en De laatste show. Co-producer van het album was Roel Poriau.
In 2013 acteerde ze samen met Marc de Bel in de kindervoorstelling "Het bal van de Gemaskerde Rat".
In 2014 publiceerde zij haar eigen kinderboek en CD "De Stadsboerin" met bijhorende kindervoorstelling die in vele scholen, culturele centra, bibliotheken en op de Gentse Feesten, Sfinks festival, TAZ en nog vele andere festivals speelde.
Ook nam zij in 2014 deel aan de Vlaamse verkiezingen in de provincie Antwerpen met de eenvrouws-partij MAMA.
MAMA behaalde 3227 stemmen en voert actie voor een betere wereld.
Voor de voorstelling Hoop in de trilogie van Het Nieuwstedelijk werd zij gevraagd als componist en speelde ook de uitvoering van de muziek tijdens de voorstellingen. 

## Discografie

### Albums
- C'est quoi l'amour (2006)
- Amor y Coraçon (2010)

### Nummers
- het nummer Witte zwanen, zwarte zwanen op Kapitein Winokio's tweede cd Kapitein Winokio zag twee beren.
- het nummer "De Zee" voor het Radio 1-project "Kleur in E Mineur"

## Andere projecten
- Puta-Madre